# Epsilon Pegasi
Epsilon Pegasi (ε Peg, ε Pegasi) é a estrela mais brilhante da constelação de Pegasus, com uma magnitude aparente de 2,399. É conhecida também pelo nome tradicional Enif, que é derivado da palavra árabe para nariz, devido à sua posição na constelação. A distância a ela pode ser estimada usando medições de paralaxe da missão Hipparcos, dando um valor de 690 anos-luz (211 parsecs) da Terra, com uma margem de erro de 20 anos-luz.
Epsilon Pegasi é uma estrela evoluída que está no estágio de supergigante, confome indicado pela classificação estelar de K2 Ib. Estima-se que tenha 12 vezes a massa do Sol. Seu diâmetro angular, após correções de escurecimento de bordo, é de 8,17 ± 0,09 milissegundos de arco, o que, combinado com a distância, dá um tamanho enorme de 185 vezes o raio solar. Está irradiando de sua atmosfera 5 000 vezes a luminosidade do Sol a uma temperatura efetiva de 4 337 K. Com essa temperatura, tem a coloração alaranjada típica de estrelas de classe K.
Em algumas ocasiões, o brilho de Epsilon Pegasi aumentou radicalmente, ficando até mais brilhante que Altair, a estrela mais brilhante da constelação de Aquila. É uma variável irregular lenta de tipo LC que varia entre +0,7 e +3,5 em magnitude. Seu espectro mostra abundância de estrôncio e bário, o que pode ser resultado do processo S de nucleossíntese na atmosfera externa da estrela. Tem uma velocidade peculiar relativamente alta de 21,6 km/s.
Como uma supergigante, Epsilon Pegasi está no fim de sua vida, porém, como sua massa está na divisa entre estrelas destinadas a explodir ou não, não se sabe se irá explodir em uma supernova ou se tornar uma rara anã branca de neônio e oxigênio com menos da metade do tamanho da Terra.